# Herrarnas spelartrupper i ishockey vid olympiska vinterspelen 2022
Herrarnas spelartrupper i ishockey vid olympiska vinterspelen 2022 är en lista över spelartrupperna för de tolv deltagande nationerna vid herrarnas ishockeyturnering i OS 2022.

## NHL drar sig ur OS-deltagandet
Efter att världens största professionella ishockeyliga, National Hockey League (NHL), inte tillät spelarna att delta i OS 2018 i Pyeongchang, nådde NHL, spelarorganisationen NHLPA och Internationella ishockeyförbundet (IIHF) en överenskommelse den 3 september 2021 som gjorde det möjligt för NHL-spelare att delta i OS. Men den 22 december 2021 meddelade NHL och NHLPA att den olympiska turneringen skulle genomföras utan medverkan av NHL-spelare. Anledningen till detta var den internationella ökningen av covid-19 och att flertalet ordinarie säsongsmatcher skjutits upp på grund av fall av covid-19 i de olika  NHL-klubbarna.

## Grupp A

### Kanada
Kanadas trupp på 25 spelare presenterades den 25 januari 2022 av Hockey Canada. Laget bestod av 14 forwards (F), åtta backar (B) och tre målvakter (MV).
Tränare: Claude Julien
| Nr | Position | Namn                 | Längd  | Vikt  | Födelsedatum              | Lag                   |
| -- | -------- | -------------------- | ------ | ----- | ------------------------- | --------------------- |
| 1  | MV       | Devon Levi           | 183 cm | 84 kg | 27 december 2001 (20 år)  | Northeastern Huskies  |
| 3  | B        | Brandon Gormley      | 188 cm | 89 kg | 18 februari 1992 (29 år)  | Lokomotiv Jaroslavl   |
| 5  | B        | Morgan Ellis         | 188 cm | 94 kg | 30 april 1992 (29 år)     | Eisbären Berlin       |
| 7  | F        | Daniel Carr          | 183 cm | 88 kg | 1 november 1991 (30 år)   | HC Lugano             |
| 9  | F        | Corban Knight        | 185 cm | 89 kg | 10 september 1990 (31 år) | Avangard Omsk         |
| 10 | F        | Ben Street           | 183 cm | 86 kg | 13 februari 1987 (34 år)  | EHC Red Bull München  |
| 11 | F        | Jack McBain          | 191 cm | 91 kg | 6 januari 2000 (22 år)    | Boston College Eagles |
| 12 | F        | Eric Staal (C)       | 193 cm | 88 kg | 29 oktober 1984 (37 år)   | Iowa Wild             |
| 13 | F        | Kent Johnson         | 185 cm | 75 kg | 18 oktober 2002 (19 år)   | Michigan Wolverines   |
| 15 | F        | Adam Tambellini      | 193 cm | 88 kg | 1 november 1994 (27 år)   | Rögle BK              |
| 19 | F        | Eric O'Dell          | 183 cm | 93 kg | 21 juni 1990 (31 år)      | HK Dynamo Moskva      |
| 20 | B        | Alex Grant           | 191 cm | 95 kg | 20 januari 1989 (33 år)   | Jokerit               |
| 22 | B        | Owen Power           | 198 cm | 97 kg | 22 november 2002 (19 år)  | Michigan Wolverines   |
| 23 | B        | Tyler Wotherspoon    | 188 cm | 94 kg | 12 mars 1993 (28 år)      | Utica Comets          |
| 26 | F        | Daniel Winnik        | 188 cm | 95 kg | 6 mars 1985 (36 år)       | Genève-Servette HC    |
| 27 | F        | Adam Cracknell       | 191 cm | 95 kg | 15 juli 1985 (36 år)      | Bakersfield Condors   |
| 32 | F        | Mason McTavish       | 185 cm | 94 kg | 30 januari 2003 (19 år)   | Hamilton Bulldogs     |
| 37 | B        | Mat Robinson         | 175 cm | 82 kg | 20 januari 1986 (36 år)   | SKA Sankt Petersburg  |
| 39 | F        | Landon Ferraro       | 183 cm | 80 kg | 8 augusti 1991 (30 år)    | Kölner Haie           |
| 44 | B        | Mark Barberio        | 185 cm | 94 kg | 23 mars 1990 (31 år)      | Ak Bars Kazan         |
| 51 | F        | David Desharnais (A) | 170 cm | 80 kg | 14 september 1986 (35 år) | HC Fribourg-Gottéron  |
| 56 | B        | Maxim Noreau (A)     | 180 cm | 89 kg | 24 maj 1987 (34 år)       | ZSC Lions             |
| 60 | B        | Jason Demers         | 185 cm | 88 kg | 9 juni 1988 (33 år)       | Ak Bars Kazan         |
| 80 | MV       | Edward Pasquale      | 191 cm | 99 kg | 20 november 1990 (31 år)  | Lokomotiv Jaroslavl   |
| 90 | MV       | Matt Tomkins         | 191 cm | 88 kg | 19 juni 1994 (27 år)      | Frölunda HC           |
| 91 | F        | Jordan Weal          | 178 cm | 81 kg | 15 april 1992 (29 år)     | Ak Bars Kazan         |
| 96 | F        | Josh Ho-Sang         | 183 cm | 78 kg | 22 januari 1996 (26 år)   | Toronto Marlies       |

### Kina
Truppen presenterades den 28 januari 2022.
På grund av bristen på ishockeytalanger i Kina rekryterades spelare från utlandet. Laget bestod av elva kanadensare, nio kineser, tre amerikanare och en ryss.
Tränare:  Ivano Zanatta
| Nr | Position | Namn          | Längd  | Vikt  | Födelsedatum              | Lag                |
| -- | -------- | ------------- | ------ | ----- | ------------------------- | ------------------ |
| 33 | MV       | Pengfei Han   | 181 cm | 75 kg | 29 maj 1991 (30 år)       | HC Red Star Kunlun |
| 1  | MV       | Paris O'Brien | 191 cm | 82 kg | 15 april 2000 (21 år)     | HC Red Star Kunlun |
| 45 | MV       | Jeremy Smith  | 183 cm | 79 kg | 13 april 1989 (32 år)     | HC Red Star Kunlun |
| 7  | B        | Jake Chelios  | 188 cm | 84 kg | 8 mars 1991 (30 år)       | HC Red Star Kunlun |
| 6  | B        | Zimeng Chen   | 178 cm | 81 kg | 26 juni 1997 (24 år)      | HC Red Star Kunlun |
| 2  | B        | Jason Fram    | 180 cm | 88 kg | 23 april 1995 (26 år)     | HC Red Star Kunlun |
| 60 | B        | Denis Osipov  | 183 cm | 90 kg | 9 maj 1987 (34 år)        | HC Red Star Kunlun |
| 77 | B        | Ty Schultz    | 185 cm | 91 kg | 5 mars 1997 (24 år)       | HC Red Star Kunlun |
| 5  | B        | Ryan Sproul   | 193 cm | 91 kg | 13 januari 1993 (29 år)   | HC Red Star Kunlun |
| 81 | B        | Ruinan Yan    | 189 cm | 90 kg | 25 januari 2001 (21 år)   | HC Red Star Kunlun |
| 93 | B        | Zach Yuen     | 185 cm | 89 kg | 3 mars 1993 (28 år)       | HC Red Star Kunlun |
| 11 | B        | Pengfei Zhang | 177 cm | 67 kg | 9 maj 1998 (23 år)        | HC Red Star Kunlun |
| 22 | F        | Parker Foo    | 185 cm | 78 kg | 12 september 1998 (23 år) | HC Red Star Kunlun |
| 15 | F        | Spencer Foo   | 183 cm | 86 kg | 19 maj 1994 (27 år)       | HC Red Star Kunlun |
| 17 | F        | Jianing Guo   | 177 cm | 77 kg | 26 april 2000 (21 år)     | HC Red Star Kunlun |
| 47 | F        | Cory Kane     | 187 cm | 94 kg | 15 september 1990 (31 år) | HC Red Star Kunlun |
| 20 | F        | Luke Lockhart | 177 cm | 87 kg | 1 november 1992 (29 år)   | HC Red Star Kunlun |
| 61 | F        | Ethan Werek   | 188 cm | 91 kg | 7 juni 1991 (30 år)       | HC Red Star Kunlun |
| 91 | F        | Tyler Wong    | 175 cm | 78 kg | 28 februari 1996 (25 år)  | HC Red Star Kunlun |
| 10 | F        | Xudong Xiang  | 175 cm | 72 kg | 24 augusti 1995 (26 år)   | HC Red Star Kunlun |
| 88 | F        | Juncheng Yan  | 180 cm | 82 kg | 16 september 2000 (21 år) | HC Red Star Kunlun |
| 98 | F        | Rudi Ying     | 185 cm | 77 kg | 16 augusti 1998 (23 år)   | HC Red Star Kunlun |
| 18 | F        | Brandon Yip   | 185 cm | 88 kg | 25 april 1985 (36 år)     | HC Red Star Kunlun |
| 56 | F        | Zesen Zhang   | 176 cm | 65 kg | 19 december 1996 (25 år)  | HC Red Star Kunlun |
| 19 | F        | Peter Zhong   | 180 cm | 79 kg | 30 juli 1998 (23 år)      | HC Red Star Kunlun |

### Tyskland
Truppen presenterades den 25 januari 2022.
Tränare:  Toni Söderholm
| Nr | Position | Namn                 | Längd  | Vikt   | Födelsedatum              | Lag                  |
| -- | -------- | -------------------- | ------ | ------ | ------------------------- | -------------------- |
| 3  | B        | Dominik Bittner      | 181 cm | 76 kg  | 10 juni 1992 (29 år)      | Grizzlys Wolfsburg   |
| 5  | B        | Korbinian Holzer     | 190 cm | 94 kg  | 16 februari 1988 (33 år)  | Adler Mannheim       |
| 8  | F        | Tobias Rieder        | 180 cm | 82 kg  | 10 januari 1993 (29 år)   | Växjö Lakers         |
| 11 | B        | Marco Nowak          | 189 cm | 93 kg  | 23 juli 1990 (31 år)      | Düsseldorfer EG      |
| 15 | F        | Stefan Loibl         | 186 cm | 83 kg  | 24 juni 1996 (25 år)      | Skellefteå AIK       |
| 16 | B        | Konrad Abeltshauser  | 195 cm | 102 kg | 2 september 1992 (29 år)  | EHC Red Bull München |
| 21 | F        | Nico Krämmer         | 186 cm | 94 kg  | 23 oktober 1992 (29 år)   | Adler Mannheim       |
| 22 | F        | Matthias Plachta     | 188 cm | 100 kg | 16 maj 1991 (30 år)       | Adler Mannheim       |
| 33 | MV       | Danny aus den Birken | 186 cm | 87 kg  | 15 februari 1985 (36 år)  | EHC Red Bull München |
| 34 | F        | Tom Kühnhackl        | 187 cm | 89 kg  | 21 januari 1992 (30 år)   | Skellefteå AIK       |
| 35 | MV       | Mathias Niederberger | 180 cm | 80 kg  | 26 november 1992 (29 år)  | Eisbären Berlin      |
| 38 | B        | Fabio Wagner         | 182 cm | 83 kg  | 17 september 1995 (26 år) | ERC Ingolstadt       |
| 41 | B        | Jonas Müller         | 183 cm | 88 kg  | 19 november 1995 (26 år)  | Eisbären Berlin      |
| 42 | F        | Yasin Ehliz          | 180 cm | 84 kg  | 30 december 1992 (29 år)  | EHC Red Bull München |
| 50 | F        | Patrick Hager        | 178 cm | 80 kg  | 8 september 1988 (33 år)  | EHC Red Bull München |
| 54 | F        | Lean Bergmann        | 187 cm | 93 kg  | 4 oktober 1998 (23 år)    | Adler Mannheim       |
| 72 | F        | Dominik Kahun        | 180 cm | 82 kg  | 2 juli 1995 (26 år)       | SC Bern              |
| 83 | F        | Leonhard Pföderl     | 182 cm | 87 kg  | 1 september 1993 (28 år)  | Eisbären Berlin      |
| 85 | B        | Marcel Brandt        | 176 cm | 80 kg  | 8 maj 1992 (29 år)        | Straubing Tigers     |
| 86 | F        | Daniel Pietta        | 185 cm | 93 kg  | 9 december 1986 (35 år)   | ERC Ingolstadt       |
| 89 | F        | David Wolf)          | 189 cm | 98 kg  | 15 september 1989 (32 år) | Adler Mannheim       |
| 90 | MV       | Felix Brückmann      | 181 cm | 83 kg  | 16 december 1990 (31 år)  | Adler Mannheim       |
| 91 | B        | Moritz Müller        | 187 cm | 92 kg  | 19 november 1986 (35 år)  | Kölner Haie          |
| 92 | F        | Marcel Noebels       | 192 cm | 92 kg  | 14 mars 1992 (29 år)      | Eisbären Berlin      |
| 95 | F        | Frederik Tiffels     | 185 cm | 91 kg  | 20 maj 1995 (26 år)       | EHC Red Bull München |

### USA
Truppen presenterades den 13 januari 2022.
Tränare: David Quinn
| Nr | Position | Namn              | Längd  | Vikt  | Födelsedatum              | Lag                         |
| -- | -------- | ----------------- | ------ | ----- | ------------------------- | --------------------------- |
| 4  | B        | Drew Helleson     | 191 cm | 86 kg | 26 mars 2001 (20 år)      | Boston College Eagles       |
| 5  | B        | David Warsofsky   | 175 cm | 78 kg | 30 maj 1990 (31 år)       | ERC Ingolstadt              |
| 6  | B        | Nick Perbix       | 193 cm | 91 kg | 15 juni 1998 (23 år)      | St. Cloud State Huskies     |
| 8  | B        | Jake Sanderson    | 188 cm | 84 kg | 8 juli 2002 (19 år)       | North Dakota Fighting Hawks |
| 10 | F        | Matty Beniers     | 185 cm | 79 kg | 5 november 2002 (19 år)   | Michigan Wolverines         |
| 11 | F        | Kenny Agostino    | 183 cm | 92 kg | 30 april 1992 (29 år)     | Torpedo Nizhny Novgorod     |
| 12 | F        | Sam Hentges       | 183 cm | 79 kg | 26 juli 1999 (22 år)      | St. Cloud State Huskies     |
| 13 | F        | Nathan Smith      | 185 cm | 86 kg | 18 oktober 1998 (23 år)   | Minnesota State Mavericks   |
| 14 | B        | Brock Faber       | 183 cm | 86 kg | 22 augusti 2002 (19 år)   | Minnesota Golden Gophers    |
| 16 | F        | Nick Abruzzese    | 178 cm | 79 kg | 4 juni 1999 (22 år)       | Harvard Crimson             |
| 19 | F        | Brendan Brisson   | 183 cm | 82 kg | 22 oktober 2001 (20 år)   | Michigan Wolverines         |
| 20 | B        | Steven Kampfer    | 180 cm | 89 kg | 24 september 1988 (33 år) | Ak Bars Kazan               |
| 21 | F        | Brian O'Neill     | 175 cm | 79 kg | 1 juni 1988 (33 år)       | Jokerit                     |
| 23 | B        | Brian Cooper      | 178 cm | 89 kg | 1 november 1993 (28 år)   | IK Oskarshamn               |
| 25 | F        | Marc McLaughlin   | 183 cm | 93 kg | 26 juli 1999 (22 år)      | Boston College Eagles       |
| 26 | F        | Sean Farrell      | 175 cm | 79 kg | 2 november 2001 (20 år)   | Harvard Crimson             |
| 27 | F        | Noah Cates        | 188 cm | 85 kg | 5 februari 1999 (23 år)   | Minnesota Duluth Bulldogs   |
| 29 | MV       | Drew Commesso     | 188 cm | 82 kg | 19 juli 2002 (19 år)      | Boston University Terriers  |
| 31 | MV       | Strauss Mann      | 183 cm | 79 kg | 18 augusti 1998 (23 år)   | Skellefteå AIK              |
| 35 | MV       | Pat Nagle         | 191 cm | 84 kg | 21 september 1987 (34 år) | Lehigh Valley Phantoms      |
| 37 | F        | Nick Shore        | 185 cm | 88 kg | 26 september 1992 (29 år) | HC Sibir Novosibirsk        |
| 39 | F        | Ben Meyers        | 180 cm | 88 kg | 15 november 1998 (23 år)  | Minnesota Golden Gophers    |
| 42 | B        | Aaron Ness        | 178 cm | 77 kg | 18 maj 1990 (31 år)       | Providence Bruins           |
| 51 | F        | Andy Miele C      | 170 cm | 77 kg | 15 april 1988 (33 år)     | Torpedo Nizhny Novgorod     |
| 67 | F        | Matthew Knies     | 191 cm | 96 kg | 17 oktober 2002 (19 år)   | Minnesota Golden Gophers    |
| 89 | F        | Justin Abdelkader | 188 cm | 96 kg | 25 januari 1987 (35 år)   | Grand Rapids Griffins       |

## Grupp B

### Danmark
Truppen presenterades den 18 januari 2022.
Tränare: Heinz Ehlers
| Nr | Position | Namn               | Längd  | Vikt   | Födelsedatum              | Lag                       |
| -- | -------- | ------------------ | ------ | ------ | ------------------------- | ------------------------- |
| 1  | MV       | Frederik Dichow    | 195 cm | 87 kg  | 1 mars 2001 (20 år)       | Kristianstads IK          |
| 2  | B        | Phillip Bruggisser | 183 cm | 85 kg  | 7 augusti 1991 (30 år)    | Fischtown Pinguins        |
| 9  | F        | Frederik Storm     | 180 cm | 86 kg  | 20 februari 1989 (32 år)  | ERC Ingolstadt            |
| 15 | B        | Matias Lassen      | 182 cm | 82 kg  | 15 mars 1996 (25 år)      | Malmö Redhawks            |
| 16 | F        | Matthias Asperup   | 182 cm | 84 kg  | 3 mars 1995 (26 år)       | Herlev Eagles             |
| 17 | F        | Nicklas Jensen     | 191 cm | 98 kg  | 6 mars 1993 (28 år)       | Jokerit                   |
| 22 | B        | Markus Lauridsen   | 186 cm | 87 kg  | 28 februari 1991 (30 år)  | Malmö Redhawks            |
| 25 | B        | Oliver Lauridsen   | 197 cm | 93 kg  | 24 mars 1989 (32 år)      | Malmö Redhawks            |
| 28 | B        | Emil Kristensen    | 184 cm | 81 kg  | 20 september 1992 (29 år) | HC Pustertal Wölfe        |
| 29 | F        | Morten Madsen      | 190 cm | 95 kg  | 16 januari 1987 (35 år)   | Timrå IK                  |
| 31 | MV       | Patrick Galbraith  | 183 cm | 81 kg  | 11 mars 1986 (35 år)      | SønderjyskE Ishockey      |
| 32 | MV       | Sebastian Dahm     | 182 cm | 83 kg  | 28 februari 1987 (34 år)  | EC KAC                    |
| 33 | F        | Julian Jakobsen    | 184 cm | 87 kg  | 11 april 1987 (34 år)     | Aalborg Pirates           |
| 38 | F        | Morten Poulsen     | 186 cm | 95 kg  | 9 september 1988 (33 år)  | Herning Blue Fox          |
| 40 | F        | Jesper Jensen      | 183 cm | 80 kg  | 5 februari 1987 (35 år)   | Frederikshavn White Hawks |
| 41 | B        | Jesper Jensen Aabo | 183 cm | 93 kg  | 30 juli 1991 (30 år)      | Krefeld Pinguine          |
| 47 | B        | Oliver Larsen      | 185 cm | 94 kg  | 25 december 1998 (23 år)  | Mikkelin Jukurit          |
| 48 | B        | Nicholas Jensen    | 189 cm | 102 kg | 8 april 1989 (32 år)      | Eisbären Berlin           |
| 50 | F        | Mathias Bau Hansen | 200 cm | 108 kg | 3 juli 1993 (28 år)       | Herning Blue Fox          |
| 51 | F        | Frans Nielsen      | 185 cm | 82 kg  | 24 april 1984 (37 år)     | Eisbären Berlin           |
| 63 | F        | Patrick Russell    | 185 cm | 93 kg  | 4 januari 1993 (29 år)    | Linköping HC              |
| 72 | F        | Nicolai Meyer      | 179 cm | 82 kg  | 21 juli 1993 (28 år)      | Vienna Capitals           |
| 89 | F        | Mikkel Bødker      | 182 cm | 95 kg  | 16 december 1989 (32 år)  | HC Lugano                 |
| 93 | F        | Peter Regin        | 188 cm | 93 kg  | 16 april 1986 (35 år)     | HC Ambrì-Piotta           |
| 95 | F        | Nick Olesen        | 185 cm | 84 kg  | 14 november 1995 (26 år)  | Brynäs IF                 |

### ROC
Truppen presenterades den 23 januari  2022.
Tränare: Aleksej Zjamnov
| Nr | Position | Namn                | Längd  | Vikt   | Födelsedatum              | Lag                    |
| -- | -------- | ------------------- | ------ | ------ | ------------------------- | ---------------------- |
| 4  | B        | Aleksandr Jelesin   | 181 cm | 87 kg  | 7 februari 1996 (26 år)   | Lokomotiv Jaroslavl    |
| 7  | B        | Sergei Telegin      | 181 cm | 78 kg  | 21 september 2000 (21 år) | Traktor Tjeljabinsk    |
| 10 | F        | Dmitri Voronkov     | 192 cm | 86 kg  | 10 september 2000 (21 år) | Ak Bars Kazan          |
| 11 | F        | Sergei Andronov – A | 189 cm | 94 kg  | 19 juli 1989 (32 år)      | HK CSKA Moskva         |
| 15 | F        | Pavel Karnaukhov    | 190 cm | 96 kg  | 15 mars 1997 (24 år)      | HK CSKA Moskva         |
| 16 | F        | Sergej Plotnikov    | 187 cm | 93 kg  | 3 juni 1990 (31 år)       | HK CSKA Moskva         |
| 22 | F        | Stanislav Galijev   | 188 cm | 82 kg  | 17 januari 1992 (30 år)   | HK Dynamo Moskva       |
| 24 | F        | Artur Kayumov       | 181 cm | 82 kg  | 14 februari 1998 (23 år)  | Lokomotiv Jaroslavl    |
| 25 | F        | Michail Grigorenko  | 190 cm | 97 kg  | 16 maj 1994 (27 år)       | HK CSKA Moskva         |
| 27 | B        | Vjatjeslav Vojnov   | 182 cm | 87 kg  | 15 januari 1990 (32 år)   | HK Dynamo Moskva       |
| 28 | MV       | Ivan Fedotov        | 200 cm | 94 kg  | 28 november 1996 (25 år)  | HK CSKA Moskva         |
| 31 | MV       | Alexander Samonov   | 182 cm | 76 kg  | 23 augusti 1995 (26 år)   | SKA Sankt Petersburg   |
| 43 | B        | Damir Sharipzyanov  | 188 cm | 94 kg  | 17 februari 1996 (25 år)  | Avangard Omsk          |
| 44 | B        | Jegor Jakovlev – A  | 180 cm | 86 kg  | 17 september 1991 (30 år) | Metallurg Magnitogorsk |
| 55 | F        | Vladimir Tkatjov    | 183 cm | 95 kg  | 5 oktober 1993 (28 år)    | Traktor Tjeljabinsk    |
| 57 | B        | Aleksandr Nikisjin  | 193 cm | 98 kg  | 2 oktober 2001 (20 år)    | HK Spartak Moskva      |
| 58 | F        | Anton Slepysjev     | 188 cm | 99 kg  | 13 maj 1994 (27 år)       | HK CSKA Moskva         |
| 72 | B        | Artyom Minulin      | 190 cm | 87 kg  | 1 oktober 1998 (23 år)    | Metallurg Magnitogorsk |
| 76 | F        | Andrej Tjibisov     | 192 cm | 103 kg | 26 februari 1993 (28 år)  | Metallurg Magnitogorsk |
| 81 | F        | Arseni Gritsyuk     | 182 cm | 84 kg  | 15 mars 2001 (20 år)      | Avangard Omsk          |
| 82 | MV       | Timur Bilyalov      | 179 cm | 79 kg  | 28 mars 1995 (26 år)      | Ak Bars Kazan          |
| 87 | F        | Vadim Sjipatjov – C | 184 cm | 86 kg  | 12 mars 1987 (34 år)      | HK Dynamo Moskva       |
| 89 | B        | Nikita Nesterov     | 183 cm | 91 kg  | 28 mars 1993 (28 år)      | HK CSKA Moskva         |
| 94 | F        | Kirill Semjonov     | 185 cm | 80 kg  | 27 oktober 1994 (27 år)   | Avangard Omsk          |
| 97 | F        | Nikita Gusev        | 175 cm | 74 kg  | 8 juli 1992 (29 år)       | SKA Sankt Petersburg   |

### Schweiz
Truppen presenterades den 18 januari 2022.
Tränare: Patrick Fischer
| Nr | Position | Namn                   | Längd  | Vikt  | Födelsedatum              | Lag                  |
| -- | -------- | ---------------------- | ------ | ----- | ------------------------- | -------------------- |
| 2  | B        | Santeri Alatalo        | 180 cm | 80 kg | 9 maj 1990 (31 år)        | HC Lugano            |
| 6  | B        | Yannick Weber          | 181 cm | 91 kg | 23 september 1988 (33 år) | ZSC Lions            |
| 10 | F        | Andres Ambühl          | 176 cm | 86 kg | 14 september 1983 (38 år) | HC Davos             |
| 11 | F        | Sven Senteler          | 185 cm | 90 kg | 11 augusti 1992 (29 år)   | EV Zug               |
| 15 | F        | Grégory Hofmann        | 182 cm | 91 kg | 13 november 1992 (29 år)  | EV Zug               |
| 16 | B        | Raphael Diaz           | 181 cm | 89 kg | 9 januari 1986 (36 år)    | HC Fribourg-Gottéron |
| 20 | MV       | Reto Berra             | 194 cm | 99 kg | 3 januari 1987 (35 år)    | HC Fribourg-Gottéron |
| 25 | B        | Mirco Müller           | 191 cm | 95 kg | 21 mars 1995 (26 år)      | HC Lugano            |
| 36 | MV       | Joren van Pottelberghe | 191 cm | 85 kg | 5 juni 1997 (24 år)       | EHC Biel             |
| 45 | B        | Michael Fora           | 192 cm | 98 kg | 30 oktober 1995 (26 år)   | HC Ambrì-Piotta      |
| 54 | B        | Christian Marti        | 191 cm | 97 kg | 29 mars 1993 (28 år)      | ZSC Lions            |
| 55 | B        | Romain Loeffel         | 178 cm | 85 kg | 10 mars 1991 (30 år)      | HC Lugano            |
| 58 | F        | Dario Simion           | 190 cm | 87 kg | 22 maj 1994 (27 år)       | EV Zug               |
| 61 | F        | Fabrice Herzog         | 189 cm | 89 kg | 9 december 1994 (27 år)   | EV Zug               |
| 62 | F        | Denis Malgin           | 175 cm | 80 kg | 18 januari 1997 (25 år)   | ZSC Lions            |
| 63 | MV       | Leonardo Genoni        | 182 cm | 87 kg | 28 augusti 1987 (34 år)   | EV Zug               |
| 65 | B        | Ramon Untersander      | 184 cm | 87 kg | 21 januari 1991 (31 år)   | SC Bern              |
| 70 | F        | Denis Hollenstein      | 183 cm | 88 kg | 15 oktober 1989 (32 år)   | ZSC Lions            |
| 71 | F        | Enzo Corvi             | 183 cm | 86 kg | 23 december 1992 (29 år)  | HC Davos             |
| 82 | F        | Simon Moser            | 187 cm | 97 kg | 10 mars 1989 (32 år)      | SC Bern              |
| 83 | F        | Joël Vermin            | 180 cm | 87 kg | 5 februari 1992 (30 år)   | Genève-Servette HC   |
| 85 | F        | Sven Andrighetto       | 178 cm | 85 kg | 21 mars 1993 (28 år)      | ZSC Lions            |
| 87 | F        | Killian Mottet         | 177 cm | 76 kg | 15 januari 1991 (31 år)   | HC Fribourg-Gottéron |
| 88 | F        | Christoph Bertschy     | 178 cm | 84 kg | 5 april 1994 (27 år)      | HC Lausanne          |
| 92 | F        | Gaëtan Haas            | 183 cm | 82 kg | 31 januari 1992 (30 år)   | EHC Biel             |

### Tjeckien
Truppen presenterades den 13 januari 2022.
Tränare: Filip Pešán
| Nr | Position | Namn             | Längd  | Vikt  | Födelsedatum             | Lag                     |
| -- | -------- | ---------------- | ------ | ----- | ------------------------ | ----------------------- |
| 3  | B        | Ronald Knot      | 193 cm | 95 kg | 3 augusti 1994 (27 år)   | Neftechimik Nizjnekamsk |
| 5  | B        | Jakub Jeřábek    | 180 cm | 88 kg | 12 maj 1991 (30 år)      | Spartak Moskva          |
| 9  | B        | David Sklenička  | 180 cm | 82 kg | 8 september 1996 (25 år) | Jokerit                 |
| 10 | F        | Roman Červenka   | 182 cm | 89 kg | 10 december 1985 (36 år) | Rapperswil-Jona Lakers  |
| 13 | F        | Jiří Smejkal     | 189 cm | 83 kg | 5 november 1996 (25 år)  | Pelicans                |
| 17 | F        | Vladimír Sobotka | 180 cm | 89 kg | 2 juli 1987 (34 år)      | Sparta Prag             |
| 20 | F        | Hynek Zohorna    | 188 cm | 94 kg | 1 augusti 1990 (31 år)   | IK Oskarshamn           |
| 25 | F        | Radan Lenc       | 180 cm | 79 kg | 30 juli 1991 (30 år)     | Amur Chabarovsk         |
| 26 | F        | Michal Řepík     | 179 cm | 86 kg | 31 december 1988 (33 år) | Sparta Prag             |
| 30 | MV       | Šimon Hrubec     | 186 cm | 83 kg | 30 juni 1991 (30 år)     | Avangard Omsk           |
| 31 | B        | Lukáš Klok       | 185 cm | 85 kg | 7 juni 1995 (26 år)      | Neftechimik Nizjnekamsk |
| 35 | MV       | Roman Will       | 180 cm | 85 kg | 22 maj 1992 (29 år)      | Traktor Tjeljabinsk     |
| 37 | MV       | Patrik Bartošák  | 185 cm | 90 kg | 29 mars 1993 (28 år)     | Amur Chabarovsk         |
| 38 | F        | Tomáš Hyka       | 180 cm | 84 kg | 23 mars 1993 (28 år)     | Traktor Tjeljabinsk     |
| 43 | F        | Jan Kovář        | 181 cm | 98 kg | 20 mars 1990 (31 år)     | EV Zug                  |
| 44 | F        | Matěj Stránský   | 191 cm | 93 kg | 11 juli 1993 (28 år)     | HC Davos                |
| 45 | F        | Lukáš Sedlák     | 182 cm | 96 kg | 25 februari 1993 (28 år) | Traktor Tjeljabinsk     |
| 46 | F        | David Krejčí     | 183 cm | 85 kg | 28 april 1986 (35 år)    | HC Olomouc              |
| 52 | F        | Michael Špaček   | 180 cm | 85 kg | 9 april 1997 (24 år)     | Frölunda HC             |
| 65 | B        | Vojtěch Mozík    | 190 cm | 91 kg | 26 december 1992 (29 år) | Admiral Vladivostok     |
| 67 | F        | Michael Frolík   | 185 cm | 86 kg | 17 februari 1988 (33 år) | HC Lausanne             |
| 79 | F        | Tomáš Zohorna    | 185 cm | 95 kg | 3 januari 1988 (34 år)   | IK Oskarshamn           |
| 84 | B        | Tomáš Kundrátek  | 187 cm | 91 kg | 26 december 1989 (32 år) | Oceláři Třinec          |
| 88 | B        | Libor Šulák      | 189 cm | 86 kg | 4 mars 1994 (27 år)      | Admiral Vladivostok     |

## Grupp C

### Finland
Truppen presenterades den 20 januari 2022. Inför avresan till Peking testade Joonas Kemppainen positivt för covid-19 och ersattes i truppen av Joonas Nättinen.
Tränare: Jukka Jalonen
| Nr | Position | Namn                | Längd  | Vikt   | Födelsedatum              | Lag                        |
| -- | -------- | ------------------- | ------ | ------ | ------------------------- | -------------------------- |
| 2  | B        | Ville Pokka         | 183 cm | 85 kg  | 3 juni 1994 (27 år)       | Avangard Omsk              |
| 3  | B        | Niklas Friman       | 188 cm | 88 kg  | 30 augusti 1993 (28 år)   | Jokerit                    |
| 4  | B        | Mikko Lehtonen      | 183 cm | 88 kg  | 16 januari 1994 (28 år)   | SKA Sankt Petersburg       |
| 12 | F        | Marko Anttila       | 203 cm | 104 kg | 27 maj 1985 (36 år)       | Jokerit                    |
| 13 | B        | Valtteri Kemiläinen | 183 cm | 89 kg  | 16 december 1991 (30 år)  | HK Vitjaz Podolsk          |
| 15 | F        | Miro Aaltonen       | 183 cm | 80 kg  | 7 juni 1993 (28 år)       | HK Vitjaz Podolsk          |
| 20 | F        | Niko Ojamäki        | 180 cm | 83 kg  | 17 juni 1995 (26 år)      | HK Vitjaz Podolsk          |
| 24 | F        | Hannes Björninen    | 185 cm | 85 kg  | 19 oktober 1995 (26 år)   | Jokerit                    |
| 25 | F        | Toni Rajala         | 178 cm | 76 kg  | 29 mars 1991 (30 år)      | EHC Biel                   |
| 28 | F        | Joonas Nättinen     | 189 cm | 90 kg  | 3 januari 1991 (31 år)    | Severstal Tjerepovets      |
| 29 | MV       | Harri Säteri        | 185 cm | 93 kg  | 29 december 1989 (32 år)  | HK Sibir Novosibirsk       |
| 35 | MV       | Frans Tuohimaa      | 188 cm | 87 kg  | 19 augusti 1991 (30 år)   | HK Neftechimik Nizjnekamsk |
| 38 | B        | Juuso Hietanen      | 180 cm | 85 kg  | 14 juni 1985 (36 år)      | HC Ambrì-Piotta            |
| 40 | B        | Petteri Lindbohm    | 188 cm | 89 kg  | 23 september 1993 (28 år) | Jokerit                    |
| 42 | B        | Sami Vatanen        | 178 cm | 84 kg  | 3 juni 1991 (30 år)       | Genève-Servette HC         |
| 45 | MV       | Juho Olkinuora      | 188 cm | 91 kg  | 4 november 1990 (31 år)   | Metallurg Magnitogorsk     |
| 51 | F        | Valtteri Filppula   | 183 cm | 84 kg  | 20 mars 1984 (37 år)      | Genève-Servette HC         |
| 55 | B        | Atte Ohtamaa        | 188 cm | 92 kg  | 6 november 1987 (34 år)   | Oulun Kärpät               |
| 60 | F        | Markus Granlund     | 183 cm | 83 kg  | 16 april 1993 (28 år)     | Salavat Julajev Ufa        |
| 65 | F        | Sakari Manninen     | 170 cm | 71 kg  | 10 februari 1992 (29 år)  | Salavat Julajev Ufa        |
| 70 | F        | Teemu Hartikainen   | 185 cm | 100 kg | 3 maj 1990 (31 år)        | Salavat Julajev Ufa        |
| 71 | F        | Leo Komarov         | 180 cm | 95 kg  | 23 januari 1987 (35 år)   | SKA Sankt Petersburg       |
| 80 | F        | Saku Mäenalanen     | 193 cm | 87 kg  | 24 maj 1994 (27 år)       | Oulun Kärpät               |
| 81 | F        | Iiro Pakarinen      | 185 cm | 98 kg  | 25 augusti 1991 (30 år)   | Jokerit                    |
| 82 | F        | Harri Pesonen       | 183 cm | 91 kg  | 6 augusti 1988 (33 år)    | SCL Tigers                 |

### Lettland
Truppen presenterades den 24 januari 2022.
Tränare: Harijs Vītoliņš
| Nr | Position | Namn                 | Längd  | Vikt   | Födelsedatum              | Lag                        |
| -- | -------- | -------------------- | ------ | ------ | ------------------------- | -------------------------- |
| 9  | F        | Renārs Krastenbergs  | 183 cm | 84 kg  | 26 december 1998 (23 år)  | EC VSV                     |
| 10 | F        | Lauris Dārziņš       | 191 cm | 91 kg  | 28 januari 1985 (37 år)   | Dinamo Riga                |
| 14 | F        | Rihards Bukarts      | 178 cm | 84 kg  | 31 december 1995 (26 år)  | Admiral Vladivostok        |
| 15 | F        | Mārtiņš Karsums      | 178 cm | 98 kg  | 26 februari 1986 (35 år)  | Dinamo Riga                |
| 16 | F        | Kaspars Daugaviņš    | 183 cm | 100 kg | 18 maj 1988 (33 år)       | SC Bern                    |
| 17 | F        | Mārtiņš Dzierkals    | 183 cm | 84 kg  | 4 april 1997 (24 år)      | HC Škoda Plzeň             |
| 18 | F        | Rodrigo Ābols        | 193 cm | 85 kg  | 5 januari 1996 (26 år)    | Örebro HK                  |
| 23 | B        | Kārlis Čukste        | 193 cm | 100 kg | 17 juni 1997 (24 år)      | Dinamo Riga                |
| 24 | B        | Patriks Ozols        | 180 cm | 84 kg  | 2 februari 2001 (21 år)   | Dinamo Riga                |
| 25 | F        | Andris Džeriņš       | 185 cm | 87 kg  | 14 februari 1988 (33 år)  | Steinbach Black Wings 1992 |
| 26 | B        | Uvis Jānis Balinskis | 178 cm | 76 kg  | 1 augusti 1996 (25 år)    | HC Verva Litvínov          |
| 27 | B        | Oskars Cibuļskis     | 188 cm | 86 kg  | 9 april 1988 (33 år)      | Dinamo Riga                |
| 29 | B        | Ralfs Freibergs      | 180 cm | 87 kg  | 17 maj 1991 (30 år)       | Dinamo Riga                |
| 32 | B        | Artūrs Kulda         | 188 cm | 98 kg  | 25 juli 1988 (33 år)      | Krefeld Pinguine           |
| 48 | B        | Nauris Sējējs        | 180 cm | 84 kg  | 15 mars 2001 (20 år)      | HC La Chaux-de-Fonds       |
| 50 | MV       | Kristers Gudļevskis  | 193 cm | 89 kg  | 31 juli 1992 (29 år)      | Brynäs IF                  |
| 55 | B        | Roberts Mamčics      | 195 cm | 105 kg | 6 april 1995 (26 år)      | PSG Zlín                   |
| 69 | F        | Nikolajs Jeļisejevs  | 180 cm | 86 kg  | 7 juli 1994 (27 år)       | Dinamo Riga                |
| 70 | F        | Miks Indrašis        | 191 cm | 85 kg  | 30 september 1990 (31 år) | Admiral Vladivostok        |
| 72 | B        | Jānis Jaks           | 185 cm | 86 kg  | 22 augusti 1995 (26 år)   | HK Sotji                   |
| 73 | F        | Deniss Smirnovs      | 178 cm | 82 kg  | 7 mars 1999 (22 år)       | Genève-Servette HC         |
| 74 | MV       | Ivars Punnenovs      | 185 cm | 85 kg  | 30 maj 1994 (27 år)       | SCL Tigers                 |
| 77 | B        | Kristaps Zīle        | 185 cm | 85 kg  | 24 december 1997 (24 år)  | Dinamo Riga                |
| 87 | F        | Gints Meija          | 185 cm | 80 kg  | 4 september 1987 (34 år)  | Dinamo Riga                |
| 91 | B        | Ronalds Ķēniņš       | 183 cm | 91 kg  | 28 februari 1991 (30 år)  | HC Lausanne                |
| 95 | F        | Oskars Batņa         | 195 cm | 100 kg | 7 maj 1995 (26 år)        | Mikkelin Jukurit           |
| 98 | MV       | Jānis Kalniņš        | 183 cm | 87 kg  | 13 december 1991 (30 år)  | Växjö Lakers HC            |

### Slovakien
Truppen presenterades den 18 januari 2022.
Tränare:  Craig Ramsay
| Nr | Position | Namn              | Längd  | Vikt   | Födelsedatum             | Lag                      |
| -- | -------- | ----------------- | ------ | ------ | ------------------------ | ------------------------ |
| 5  | B        | Šimon Nemec       | 183 cm | 85 kg  | 15 februari 2004 (17 år) | HK Nitra                 |
| 12 | F        | Miloš Kelemen     | 188 cm | 96 kg  | 6 juli 1999 (22 år)      | Mladá Boleslav           |
| 13 | F        | Tomáš Jurčo       | 188 cm | 85 kg  | 28 december 1992 (29 år) | Barys Nur-Sultan         |
| 14 | B        | Peter Čerešňák    | 191 cm | 95 kg  | 26 januari 1993 (29 år)  | HC Plzeň                 |
| 19 | F        | Michal Krištof    | 175 cm | 74 kg  | 11 oktober 1993 (28 år)  | Kometa Brno              |
| 20 | F        | Juraj Slafkovský  | 192 cm | 99 kg  | 30 mars 2004 (17 år)     | HC TPS                   |
| 22 | B        | Samuel Kňažko     | 186 cm | 87 kg  | 7 augusti 2002 (19 år)   | Seattle Thunderbirds     |
| 24 | MV       | Patrik Rybár      | 190 cm | 86 kg  | 9 november 1993 (28 år)  | Dinamo Minsk             |
| 25 | F        | Peter Zuzin       | 182 cm | 81 kg  | 4 september 1990 (31 år) | HKM Zvolen               |
| 27 | F        | Marek Hrivík      | 185 cm | 93 kg  | 28 augusti 1991 (30 år)  | Torpedo Nizjnij Novgorod |
| 28 | B        | Martin Gernát     | 193 cm | 94 kg  | 11 april 1993 (28 år)    | HC Lausanne              |
| 30 | MV       | Matej Tomek       | 191 cm | 82 kg  | 24 maj 1997 (24 år)      | Kometa Brno              |
| 34 | F        | Peter Cehlárik    | 188 cm | 93 kg  | 2 augusti 1995 (26 år)   | Avangard Omsk            |
| 40 | F        | Miloš Roman       | 181 cm | 87 kg  | 6 november 1999 (22 år)  | Oceláři Třinec           |
| 42 | MV       | Branislav Konrád  | 188 cm | 88 kg  | 10 oktober 1987 (34 år)  | HC Olomouc               |
| 44 | B        | Mislav Rosandić   | 181 cm | 85 kg  | 26 januari 1995 (27 år)  | Bílí Tygři Liberec       |
| 49 | F        | Samuel Takáč      | 184 cm | 92 kg  | 3 december 1991 (30 år)  | Slovan Bratislava        |
| 52 | B        | Martin Marinčin   | 192 cm | 95 kg  | 18 februari 1992 (29 år) | Oceláři Třinec           |
| 56 | F        | Marko Daňo        | 182 cm | 96 kg  | 30 november 1994 (27 år) | Oceláři Třinec           |
| 65 | B        | Michal Čajkovský  | 192 cm | 105 kg | 6 maj 1992 (29 år)       | Sibir Novosibirsk        |
| 71 | B        | Marek Ďaloga      | 193 cm | 90 kg  | 10 mars 1989 (32 år)     | Kometa Brno              |
| 79 | F        | Libor Hudáček     | 177 cm | 80 kg  | 7 september 1990 (31 år) | Dinamo Minsk             |
| 87 | F        | Pavol Regenda     | 192 cm | 93 kg  | 7 december 1999 (22 år)  | HK Dukla Michalovce      |
| 88 | F        | Kristián Pospíšil | 187 cm | 88 kg  | 22 april 1996 (25 år)    | HC Davos                 |
| 89 | F        | Adrián Holešinský | 182 cm | 85 kg  | 11 februari 1996 (25 år) | HK Nitra                 |

### Sverige
Truppen presenterades den 21 januari 2022.
Tränare: Johan Garpenlöv
| Nr | Position | Namn              | Längd  | Vikt  | Födelsedatum              | Lag                      |
| -- | -------- | ----------------- | ------ | ----- | ------------------------- | ------------------------ |
| 2  | B        | Christian Folin   | 191 cm | 93 kg | 9 februari 1991 (31 år)   | Frölunda HC              |
| 5  | B        | Oscar Fantenberg  | 184 cm | 93 kg | 7 oktober 1991 (30 år)    | SKA Sankt Petersburg     |
| 7  | B        | Henrik Tömmernes  | 186 cm | 84 kg | 28 augusti 1990 (31 år)   | Genève-Servette HC       |
| 8  | F        | Fredrik Olofsson  | 186 cm | 84 kg | 27 maj 1996 (25 år)       | IK Oskarshamn            |
| 12 | F        | Max Friberg       | 180 cm | 88 kg | 20 november 1992 (29 år)  | Frölunda HC              |
| 15 | F        | Gustav Rydahl     | 191 cm | 91 kg | 11 september 1994 (27 år) | Färjestad BK             |
| 16 | F        | Marcus Krüger     | 183 cm | 81 kg | 27 maj 1990 (31 år)       | Zürich                   |
| 18 | F        | Dennis Everberg   | 193 cm | 95 kg | 31 december 1991 (30 år)  | Rögle BK                 |
| 19 | F        | Pontus Holmberg   | 180 cm | 81 kg | 9 mars 1999 (22 år)       | Växjö Lakers             |
| 23 | F        | Lucas Wallmark    | 183 cm | 81 kg | 5 september 1995 (26 år)  | CSKA Moskva              |
| 27 | F        | Joakim Nordström  | 185 cm | 88 kg | 25 februari 1992 (29 år)  | CSKA Moskva              |
| 31 | MV       | Lars Johansson    | 185 cm | 90 kg | 11 juli 1987 (34 år)      | SKA Sankt Petersburg     |
| 32 | B        | Lukas Bengtsson   | 178 cm | 82 kg | 14 april 1994 (27 år)     | Dinamo Minsk             |
| 33 | B        | Linus Hultström   | 179 cm | 89 kg | 9 december 1992 (29 år)   | Metallurg Magnitogorsk   |
| 34 | F        | Daniel Brodin     | 186 cm | 85 kg | 9 februari 1990 (32 år)   | HC Fribourg-Gottéron     |
| 35 | MV       | Magnus Hellberg   | 197 cm | 95 kg | 4 april 1991 (30 år)      | HK Sotji                 |
| 39 | MV       | Adam Reideborn    | 184 cm | 81 kg | 18 januari 1992 (30 år)   | CSKA Moskva              |
| 48 | F        | Carl Klingberg    | 190 cm | 98 kg | 28 januari 1991 (31 år)   | EV Zug                   |
| 52 | B        | Philip Holm       | 186 cm | 86 kg | 8 december 1991 (30 år)   | Jokerit                  |
| 58 | F        | Anton Lander      | 182 cm | 87 kg | 24 april 1991 (30 år)     | EV Zug                   |
| 59 | F        | Linus Johansson   | 190 cm | 90 kg | 30 november 1992 (29 år)  | Färjestad BK             |
| 64 | B        | Jonathan Pudas    | 179 cm | 79 kg | 26 april 1993 (28 år)     | Skellefteå AIK           |
| 81 | B        | Theodor Lennström | 186 cm | 86 kg | 8 augusti 1994 (27 år)    | Torpedo Nizjnij Novgorod |
| 86 | F        | Mathias Bromé     | 182 cm | 83 kg | 29 juli 1994 (27 år)      | HC Davos                 |
| 95 | F        | Jacob de la Rose  | 189 cm | 95 kg | 20 maj 1995 (26 år)       | Färjestad BK             |